# Aneta Langerová
Aneta Langerová, née le 26 novembre 1986à Benešov, est une chanteuse tchèque, découverte en 2004 dans l'émission Česko hledá SuperStar, version tchèque de la franchise Idol ou SuperStar.

## Biographie
Elle apprend le piano à l'école d'art élémentaire. Elle joue à la guitare pour accompagner des chorales. Elle étudie à l'académie Edvard Beneš à Prague. Elle remporte un concours de chant sur la chaîne télévisée TV Nova et participe à la finale de Rozjezdy pro hvězdy. En 2004, elle est la gagnante de l'émission Česko hledá SuperStar, et sort son premier album Spousta andělů. Son succès est tel que la version concert est commercialisée en CD et en DVD. Son deuxième album Dotyk, sort en 2007, mais, plus alternatif, il a peu moins de succès tout en restant la meilleure vente dans le pay. Son troisième album Jsem sort en 2009.
En 2010, elle fait son coming out lesbien. La même année, elle participe à la quatrième saison de StarDance …když hvězdy tančí, la version tchèque de Dancing with the Stars, avec pour partenaire de danse le mannequin Michal Kurtiš,.
En 2014, elle collabore à l'album Karel Kryl 70 en hommage à Karel Kryl, et au documentaire Magický hlas rebelky sur Marta Kubišová, deux artistes des années 1960 dont elle admire le militantisme.
Entre 2013 et 2015, elle joue le rôle d'Anna Barkova, une journaliste condamnée au goulag, dans le film 8 hlav šílenství, qui sort en 2017.
En 2023, elle sort une chanson en hommage à la dissidente tchèque Olga Havlová, Píseň pro Olgu.

## Discographie
Albums studios
- 2004 – Spousta andělů
- 2007 – Dotyk
- 2009 – Jsem
- 2014 – Na Radosti
- 2020 – Dvě slunce

Albums en live
- 2005 - Spousta andělů – Koncert
- 2012 – Pár míst…
- 2017 – Na vlně Radosti

Compilation
- 2024 - Zázračná písně krajina 20 LET[14]

## Récompenses et distinctions
- Andělé 2004 : chanteuse de l'année, découverte de l'année[15]
- Anděl Allianz 2009 : chanson de l'année pour le titre V bezvětří
- MTV Europe Music Awards 2010 : Meilleur artiste polonais, tchèque et slovaque[16]
- Ceny Anděl 2012 : chanteuse de l'année
- Ceny Anděl 2014 : chanteuse de l'année et album de l'année pour Na Radosti[17]